# Museo Mario Praz
Il Museo Mario Praz di Roma è una casa-museo, contenente oltre 1200 oggetti collezionati da Mario Praz nell'arco della sua vita.
Di proprietà statale, il Ministero della cultura lo ha gestito tramite il Polo museale del Lazio dal dicembre 2014 al dicembre 2019, e dal 2019 tramite la Direzione Musei statali di Roma.

## Descrizione
L'appartamento in cui si trova il museo, al terzo piano di Palazzo Primoli in via Zanardelli,  è l'abitazione in cui l'anglista, critico letterario e collezionista d'arte Mario Praz (1896-1982) visse dal 1964 là  trasferendosi da Palazzo Ricci in via Giulia. La casa di via Giulia era descritta stanza per stanza nell'autobiografia del critico, "La casa della vita", dove viene anche descritta la collezione d'arte; nella riedizione del volume del 1979 Praz aggiunse in appendice una descrizione del suo trasferimento e del nuovo appartamento. L'appartamento è stato riallestito così com'era alla morte del proprietario, dal Ministero della Cultura, che acquistò la collezione e la aprì al pubblico come museo nel 1995.
Gli oggetti della collezione sono eterogenei, secondo i gusti e la fortuna di Praz: dipinti e stampe, mobili, suppellettili, busti, piccole sculture e una peculiare collezione di cere. Afferiscono in particolare al periodo 1700-1800 con stili che vanno dal neoclassico al biedermeier.
Il Museo Mario Praz è stato chiuso per restauri nel 2022. I volumi della nutrita biblioteca di Mario Praz e parte dell'archivio erano consultabili presso la Fondazione Primoli, al primo piano dello stesso Palazzo.
Il museo ha riaperto il 1º marzo 2024.